# Список керівників держав 1030 року
Список керівників держав 1029 року — 1030 рік — Список керівників держав 1031 року — Список керівників держав за роками

## Європа

### Британські острови
- Шотландія:
  - Альба (королівство) — Малкольм II Руйнівник, король (1005–1034)
- Англія — Канут Великий, король (1016–1035)
- Уельс:
  - Гвент — Мейріг ап Хівел, король (1015–1045)
  - Гвінед — Яго ап Ідвал ап Мейріг, король (1023–1039)
  - Глівісінг — Хівел ап Оуен, король (990–1043)
  - Дехейбарт — Рідерх ап Єстін, король (1023–1033)

### Північна Європа
- Данія — Канут Великий, король (1018–1035)
- Ірландія — Доннхад мак Бріайн, верховний король (1022–1064)
  - Айлех — Флайтбертах Уа Нейлл, король (1004–1031,1033–1036)
  - Дублін — Сітрік IV Шовкова Борода, король (993–994, 995–1036)
  - Коннахт — Тадг III, король (1010 — бл. 1030); Арт Уаллах мак Айдо, король (бл. 1030–1046)
  - Лейнстер — Доннхад, король (бл. 1024–1033)
  - Міде — Домналл Гот, король (1027–1030); Конхобар Уа Маел Сехлайнн, король (1030–1073)
  - Мунстер — Доннхад мак Бріайн, король (1014–1064)
  - Ольстер — Ніалл мак Еохада, король (1016–1063)
- Ісландія — Скафті Тородссон (Skafti Þóroddsson) , закономовець (1004–1030)
- Норвегія — Кнуд Великий, король (1028–1035); Хакон Еріксон, ярл (1029–1030); Свен Кнутссон, ярл (1030–1035)
- Швеція — Анунд Якоб, король (1022–1050)

### Франція—Роберт II Побожний, король (996–1031)
- Аквітанія — Гійом V Великий, герцог (995–1030); Вільгельм VI, герцог (1930-1938)
- Ангулем — Алдуїн II, граф (1028–1032)
- Анжу — Фульк III Нерра, граф (987–1040)
- Бретань — Ален III, герцог (1008–1040)
- Нант — Будік, граф (1004–1038)
- Вермандуа — Оттон, граф (1010–1045)
- Гасконь — Санш VI Ґійом, герцог (1009–1032)
- Готія — маркіз Гуго, граф Руергу (1008–1054)
- Каркассон — П'єр Раймунд, граф (бл. 1012–1060)
- Макон — Оттон II, граф (1004–1049)
- Мо і Труа — Ед II де Блуа, граф (1022–1037)
- Мен — Герберт I, граф (1014 — бл. 1035)
- Невер — Рено I, граф (1028–1040)
- Нормандія — Роберт I Диявол, герцог (1027–1035)
- Овернь — Роберт I, граф (1016 — бл. 1032)
- Руерг — Гуго, граф (1008–1054)
- Руссільйон — Госфред II, граф (1013–1074)
- Тулуза — Вільгельм III Тайлефер, граф (978–1037)
- Шалон — Гуго I, граф (979–1039)
- Фландрія — Бодуен IV Бородатий, граф (987–1035)

### Священна Римська імперія
- - Конрад II, імператор (1027–1039)
- Баварія — Генріх VI Чорний, герцог (1027–1042, 1047–1049)
- Саксонія — Бернгард II, герцог (1011–1059)
- Швабія — Ернст II, герцог (1015–1030); Герман IV, герцог (1030–1038)
- Австрійська (Східна) марка — Адальберт Переможний, маркграф (1018–1055)
- Каринтія — Адальберо, герцог (1011–1035)
- Левен — Генріх I, граф (1015–1038)
- Лужицька (Саксонська Східна) марка — Титмар II, маркграф (1015–1030)
- Майсенська марка — Герман I, маркграф (1009–1038)
- Північна марка — Бернгард II Молодший, маркграф (бл. 1018 — бл. 1044)
- Тосканська марка — Боніфацій III (IV), маркграф (1027–1052)
- Богемія (Чехія) — Яромир, князь (1003, 1004–1012, 1033–1034)
- Штирійська марка (Карантанська марка) — Адальберо I, маркграф (1000–1035)
- Верхня Лотарингія — Фридріх (Феррі) III, герцог (1026–1033)
- Нижня Лотарингія — Гозело I, герцог (1023–1044)
- Ено (Геннегау) — Реньє V, граф (1013–1039)
- Намюрське графство — Роберт II, граф (бл. 1011 — бл. 1031)
- Люксембург — Генріх II, граф (1026–1047)
- Голландія — Дірк III Єрусалимський, граф (993–1039)
- Бургундське королівство (Арелат) — Рудольф III Лінивий, король (993–1032)
- Провансське графство:
  - Гійом III, маркіз (бл. 1014 — бл. 1037)
  - Гійом IV, граф (1018 — бл. 1030)
  - Фульк Бертран, граф (1018–1051)
  - Жоффруа I, граф (1018 — бл. 1062)

### ЦентральнатаСхідна Європа
- Польща — Мешко II Ламберт, король (1025–1031)
- Рашка (Сербія)
  - Дукля (князівство) — Стефан Воїслав, жупан (1018–1052)
- Угорщина — Стефан (Іштван) I Святий, король (1001–1038)
- Хорватія — Крешимир III, король (1000–1030); Степан I (1030-1058)
- Київська Русь — Ярослав Мудрий, великий князь (1016–1018, 1019–1054)
  - Новгородське князівство — Ярослав Мудрий, князь (бл. 1010–1034)
  - Полоцьке князівство — Брячислав Ізяславич, князь (1003–1044)
  - Псковське князівство — Судислав Володимирович, князь (1014–1036)
  - Тмутораканське князівство — Мстислав Хоробрий, князь (бл. 1010–1036)

### Іспанія,Португалія
- Ампуріас — Уго I, граф (991–1040)
- Барселона — Беренгер Рамон I Горбун, граф (1017–1035)
- Безалу — Гільєрмо I Товстий, граф (1020–1052)
- Конфлан і Серданья — Віфред II, граф (988–1035)
- Леон — Бермудо III, король (1028–1037)
- Наварра (Памплона) — Санчо III Великий, король (бл. 1004–1035)
- Пальярс Верхній — Гійом II, граф (бл. 1011 — бл. 1035)
- Пальярс Нижній — Рамон III (IV), граф (бл. 1011 — бл. 1047)
- Уржель — Ерменгол II Мандрівник, гра (1010–1038)
- Кордовський халіфат — Гішам III, халіф (1027–1031)
- Португалія — Менду III Нуніш, граф (1028–1050)

### Італія
- Венеційська республіка — П'єтро Барболано, дож (1026–1032)
- Беневенто — Ландульф V, князь (1014–1033)
- Капуя — Пандульф IV, князь (1016–1022, 1026–1038, 1047–1050)
- Салерно — Гвемар IV, князь (1027–1052)
- Неаполітанський дукат — Сергій IV, герцог (1002–1027, 1029–1034)
- Папська держава — Іоанн XIX, папа римський (1024–1032)
- Сицилійський емірат — Ахмад аль-Акхаль ібн Юсуф, емір (1019–1036)

### Візантійська імперія
- Візантійська імперія — Роман III Аргир, імператор (1028–1034)

## Азія

### Західна Азія
- Аббасидський халіфат — Аль-Кадір Біллах, халіф (991–1031)
- Буїди:
- шаханшах Абу Калінджар, емір Кермана і Фарсу (1027–1048)
- шаханшах Джалал ад-Даула, емір Іраку (1027–1044)

Кавказ:
- Вірменія:
  - (Анійське царство) — Ованес-Смбат, цар (1020–1041); Ашот IV Хоробрий, цар (1022–1040)
  - Карське царство — Гагік, цар (1029–1065)
  - Сюнікське царство — Васак, цар (998–1040)
  - Ташир-Дзорагетське царство — Давид I, цар (989–1048)
- Грузія — Баграт IV, цар (1027–1072)
  - Тбіліський емірат — Алі бен Джаффар, емір (981–1032)
- Дербентський емірат — Мансур I ібн Маймун, емір (1002–1034)
- Держава Ширваншахів — Мінучихр ібн Язід, ширваншах (1027–1034)
- Шеддадіди (Гянджинський емірат) — Фадл I ібн Мухаммад, емір (985–1031)

### Центральна Азія
- Газнійська держава (Афганістан) — Махмуд Газневі, султан (998–1030)
- Персія:
  - Раввадіди — Вахсудан Абу Мансур, емір (1019–1054)
- Середня Азія:
  - Караханідська держава — Юсуф Кадир, хан (1026–1032); Алі ібн Гасан, хан (1026–1034)
  - Огузи — Шах-Малік, ябгу (бл. 998–1042)

### Південна Азія
- Індія:
  - Венгі— Східні Чалук'я — Раджараджа Нарендра, магараджа (1022–1031, 1035–1061)
  - Гуджара-Пратіхари — Джасапала, магараджа (1027–1036)
  - Імперія Пала — Махіпала I, магараджа (988–1038)
  - Камарупа — Харша Пала, магараджахіраджа (1015–1035)
  - Качарі — Удітья, цар (1010–1040)
  - Кашмір — Ананта, цар (1028–1063)
  - Орісса — Яяті II, магараджа (1025–1040)
  - Парамара (Малава) — Бходжа, магараджа (1010–1055)
  - Соланка — Бхімадева I, раджа (1021–1063)
  - Харікела (династія Чандра) — Говіндачандра, магараджахіраджа (бл. 1020 — бл. 1050)
  - Держава Чера — Раджасімха (1028–1043)
  - Чола — Раджендра I, магараджа (1014–1044)
  - Ядави (Сеунадеша) — Бхіллама III, магараджа (1025–1040)

### Південно-Східна Азія
- Кхмерська імперія — Сур'яварман I, імператор (1010–1050)
- Дайков'єт — Лі Тхай Тонг, імператор (1028–1054)
- Далі (держава) — Дуань Сучжень, король (1026–1041)
- Паган — Цінсо, король (1021–1038)
- Індонезія:
  - Сунда — Прабу Сангьян Агенг, король (1019–1030)
  - Шривіджая — Шрі Дева, хаджі (цар) (1025–1040)
  - Куріпан — Ерлангга, раджа (1019–1045)

### Східна Азія
- Японія — Ґо-Ітідзьо, імператор (1016–1036)
- Китай (Імперія Сун) — Жень-цзун, імператор (Чжао Чжень) (1022–1063)
- Корея:
  - Корьо — Хьонджон, ван (1009–1031)

## Африка
- Аксум (Ефіопія) — Герма Сеюм, імператор (999–1039)
- Зіріди — Аль-Муїзз Шараф ад-Даула ібн Бадіс, емір (1016–1062)
- Імперія Гао — Бай Кайна Камба, дья (бл. 1020 — бл. 1040)
- Мукурра — Рафаїл, цар (бл. 999 — бл. 1030)
- Фатімідський халіфат — Аз-Захір Біллах, халіф (1021–1036)
- Канем — Булу, маї (1019–1035)
- Хаммадіди — Каїд ібн Хаммад, султан (1028–1054)